# 坎切拉腊
坎切拉腊（義大利語：Cancellara），是意大利波坦察省的一个市镇。总面积42.12平方公里，人口1463人，人口密度34.7人/平方公里（2009年）。ISTAT代码为076018。